# Cucina egiziana
La cucina egiziana ha molte caratteristiche in comune con quella mediterranea, turca, greca, libanese e palestinese soprattutto, nonostante una grossa influenza della gastronomia mediorientale. Nelle regioni meridionali varie sono le influenze della cucina tipica africana.

## Ingredienti fondamentali

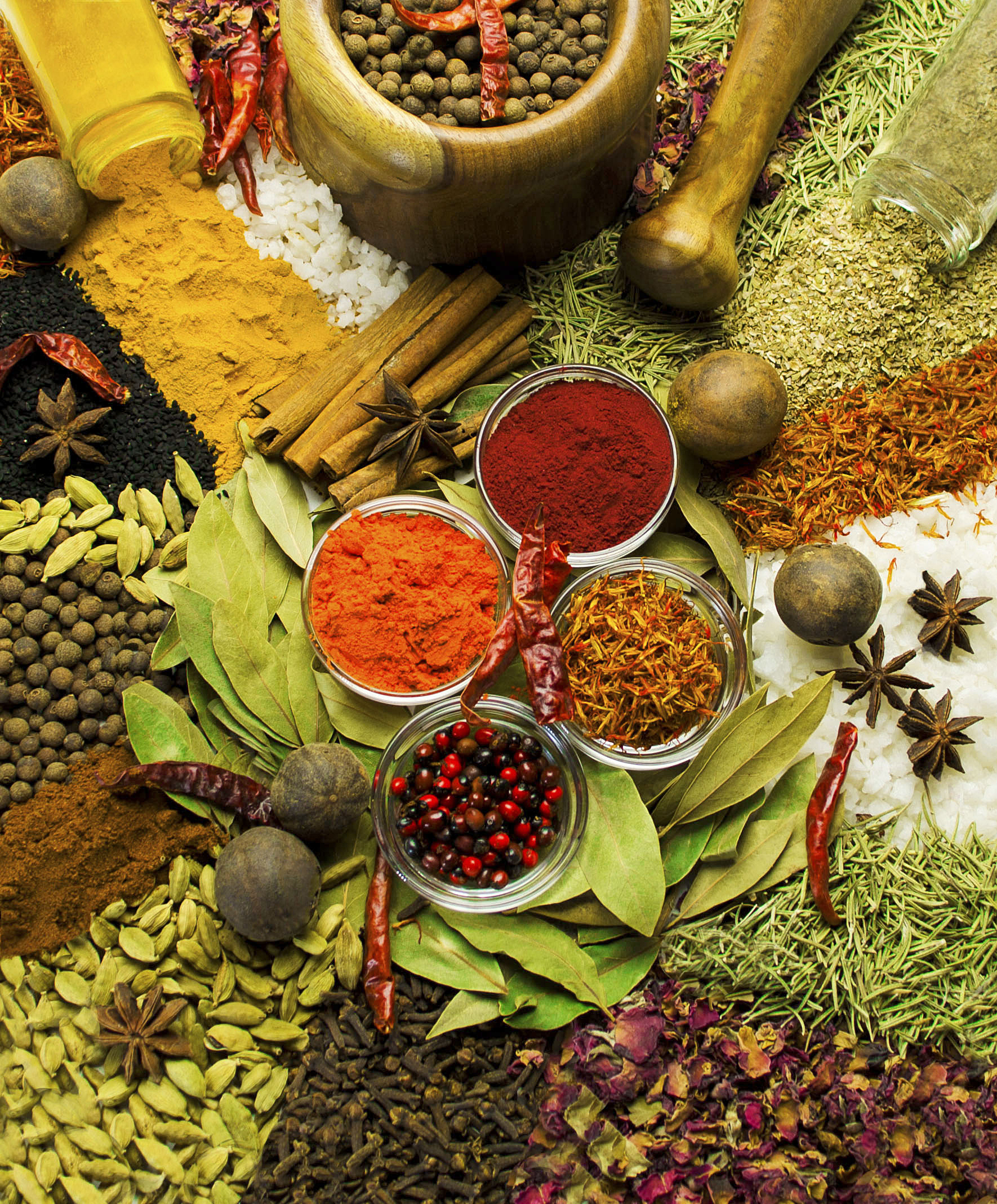
Spezie utilizzate nella cucina egiziana

Gli ingredienti più diffusi nella cucina egiziana sono il pane, la carne, le verdure e il pesce. Il pane, (in arabo aysh), preparato con farina integrale (in arabo aysh baladi) o farina bianca viene riempito con insalate o sughi;
La carne (in arabo lahm) è prevalentemente di agnello e di montone, e viene quasi sempre usata per occasioni particolari, solitamente accompagnata da riso e da verdure; molto diffusa è la carne bianca di pollo (in arabo firaakh) e di piccione (in arabo hamaam) ripieni e arrostiti e quella bovina; notevole è la varietà di pesce (in arabo samak) sia di mare sia d'acqua dolce arrostito tradizionalmente in crusca di frumento; 
la tilapia del Nilo ( un tipo di pesce samak bolty), tra i più consumati. Il pesce più pregiato, costituito da anguille, gamberi, pesce persico e sogliole, è ritenuto quello vicino alle coste o sul lago Nasser.
Le verdure più usate sono le melanzane, ma vi è anche un utilizzo in abbondanza di fave, cetrioli, pomodori, aglio e cipolle. La verdura estiva tipica è la malva servita cotta in brodo di pollo, coniglio o agnello.  Cucinata prevalentemente in salsa di pomodoro e accompagnata con carni .
I formaggi (in arabo gibna) caratteristici sono il gibna beida, non molto diverso dal feta greco, il gibna rumy, piccante , e il mish, speziato e secco.

## Piatti

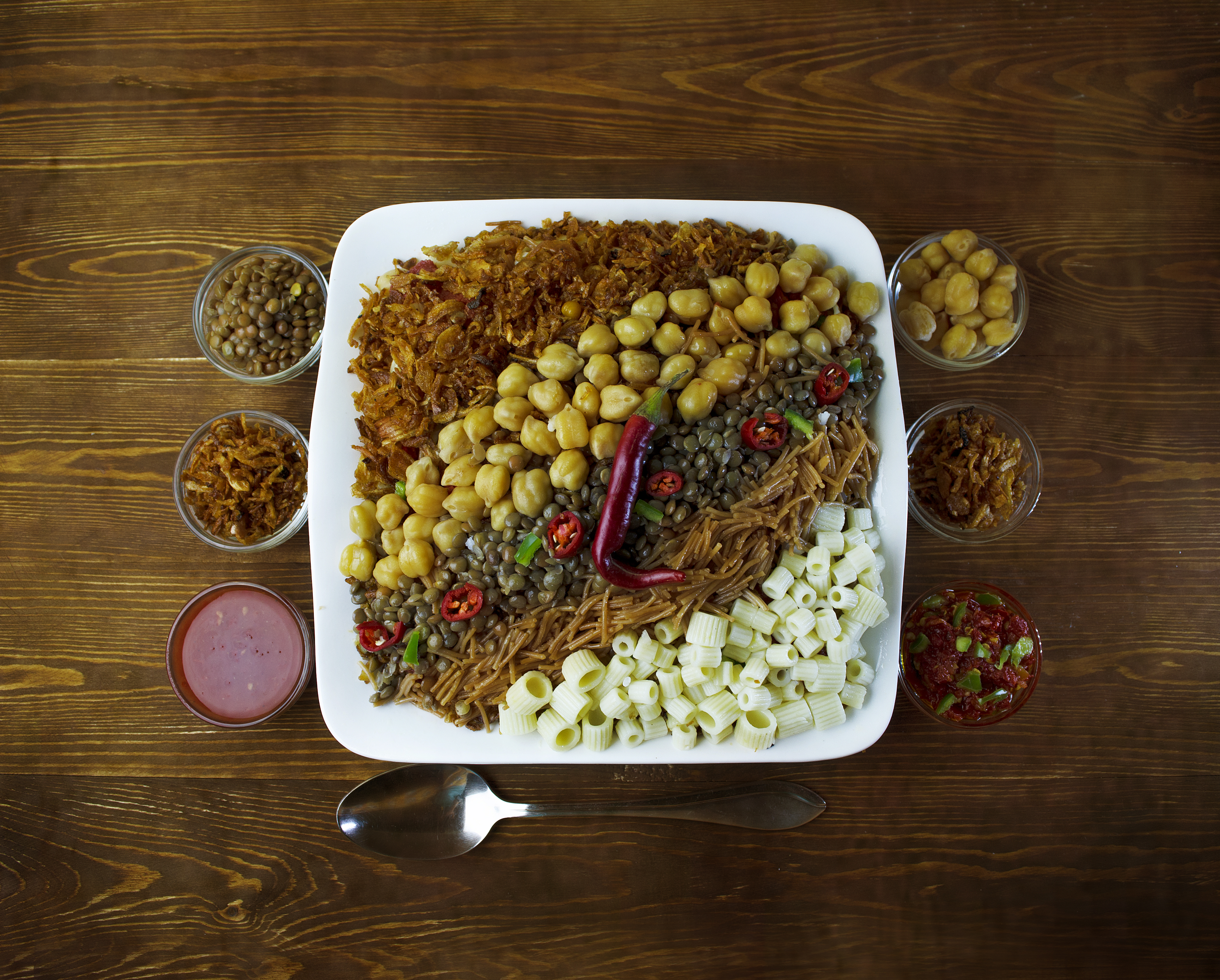
Koshary

I piatti caratteristici della cucina dell'Egitto sono diversi, tra cui il ful, preparato a base di un legume, il favino egiziano, che viene mescolato con uova, olio, sale, pepe e cipolla.  Altra pietanza tipica è la molokhia, una minestra di malva, insaporita con aglio soffritto nell'olio, pepe, sale, e un pizzico di coriandolo. A questa base si può aggiungere del riso, dei pezzi di carne e altre verdure, oppure la si può servire da sola. C'è poi il koshari, secondo piatto nazionale più popolare in Egitto, composto di due diversi tipi di pasta, ceci, riso, cipolle fritte e lenticchie. Tutti gli ingredienti vengono mescolati e serviti con un corposo sugo al pomodoro e condimenti vari. I condimenti sono costituiti solitamente  da da'a e da una salsa molto piccante al peperoncino. La da'a è composta da succo di lime, aglio, cumino, semi macinati di coriandolo, sale, pepe e aceto bianco. Molto diffusi in Egitto sono i falafel, pietanza di origine copta consumata dai cristiani Copti durante il periodo di digiuno dalla carne, (chiamati al Cairo ta'ameya), composti da fava sminuzzata, cipolle, aglio, coriandolo, prezzemolo, aneto e un pizzico di amido; si possono aggiungere anche dei ceci. Questi ingredienti vengono accuratamente mescolati fino a formare un composto omogeneo, con il quale vengono formate delle polpette successivamente immerse nell'olio bollente. Molto apprezzato è il Mashi, che consiste in una varietà di ortaggi (quali le zucchine, melanzane, patate) o foglie (Quali foglie di uva, cavolo) farciti di riso pretrattato con salsa di pomodoro e prezzemolo; e a fianco una varietà di impasti ripieni salati con il nome di gollash.
Altre consumazioni egiziane, tipicamente appartenenti alla panineria tradizionale:
- kofta
- kebab (Polpette di carne anche allo spiedo)
- shish tawuk (spiedo di petti di pollo)
- fegatini

I cibi egiziani sono sempre composti da molte varietà di cibi, composti a loro volta da spezie e cibi piccanti come cipolle, aglio, ecc… Ogni cibo e accompagnato da almeno un cesto pieno di pane simile a quello per le piadine, e normalmente in Egitto si mangia molto di più di come si mangia in Italia. Come anche negli altri paesi arabi.

## Antipasti e salse
Gli antipasti più tradizionali sono la baba ganush, composta principalmente da polpa di melanzane amalgamata con olio, aceto, sale, aglio tritato e pepe a volontà; diffusa in Egitto è anche l'hummus, una crema di ceci che si consuma con un po' di limone, olio e peperoncino in polvere, diversa dall'hummus libanese nel quale si trova anche il sesamo. La salsa più diffusa in Egitto è la tahina, una crema a base di sesamo che viene diluita con acqua, e a cui si può aggiungere a piacere aglio tritato, aceto (o limone), olio e, se si desidera, anche del coriandolo o pisellini. Non è possibile dimenticare i sottaceti, comunemente serviti come aperitivo.
Altre salse comuni egiziane sono:
- dukkah

## Frutta
Notevole è la varietà di frutti freschi: in inverno banane (in arabo mòz), datteri (in arabo balah) e arance (in arabo burtuqàl) sono quelli più diffusi; in estate abbondano pesche (in arabo khukh), prugne (in arabo barkuq), angurie (in arabo battikh), uva (in arabo enab), e il locale tin shawki derivato da una cactacea.
Anche la frutta secca è molto popolare ed è spesso venduta da ambulanti: semi secchi (in arabo mohammasat o leb), noci (in arabo goz), mandorle (in arabo fuzdo), nocciole (in arabo bondoq), arachidi (in arabo ful sudani), uvette (zebib) sono tra i preferiti degli egiziani.

## Dolci

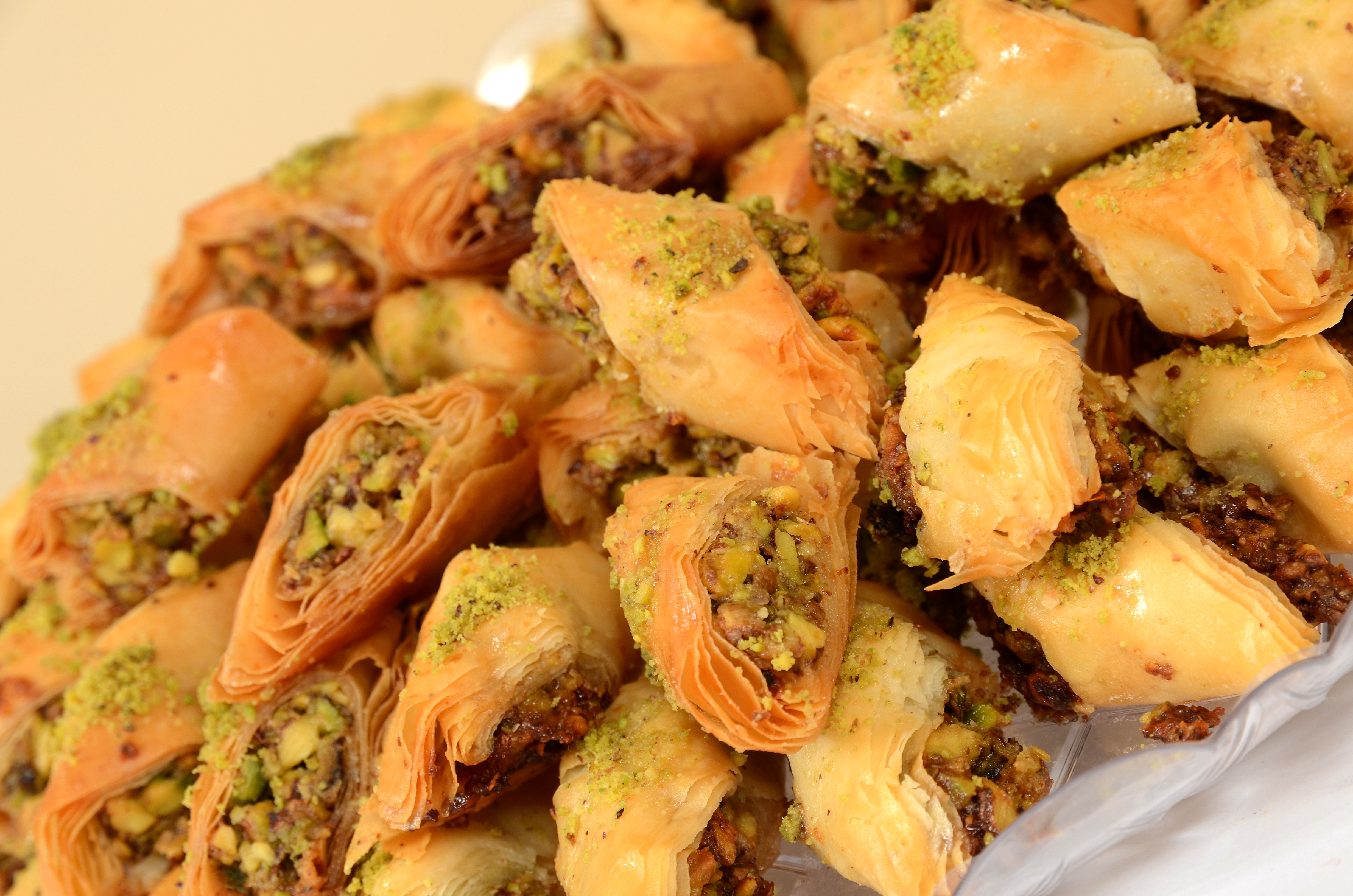
Baklawa

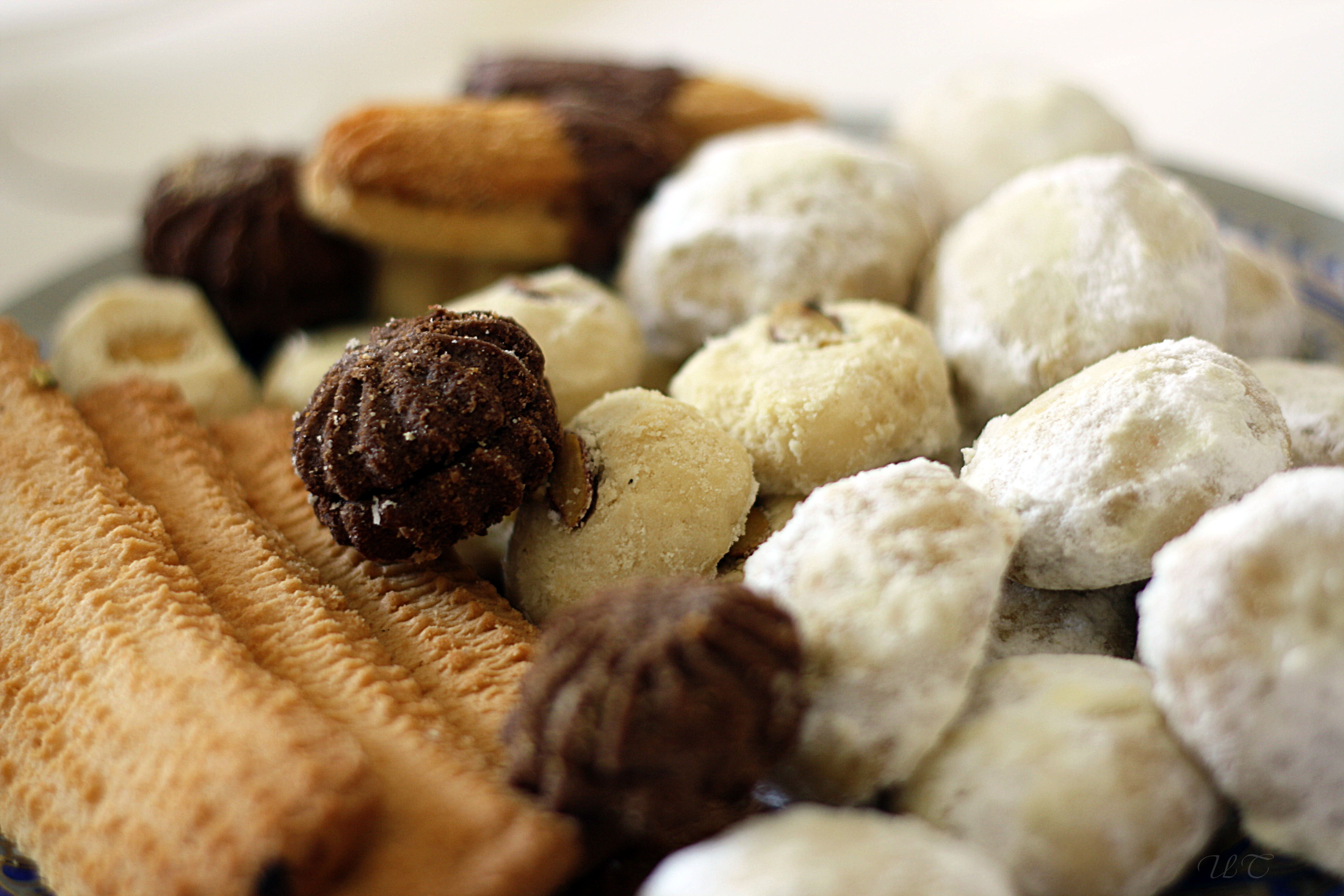
Biscotti egiziani assortiti (kahk).

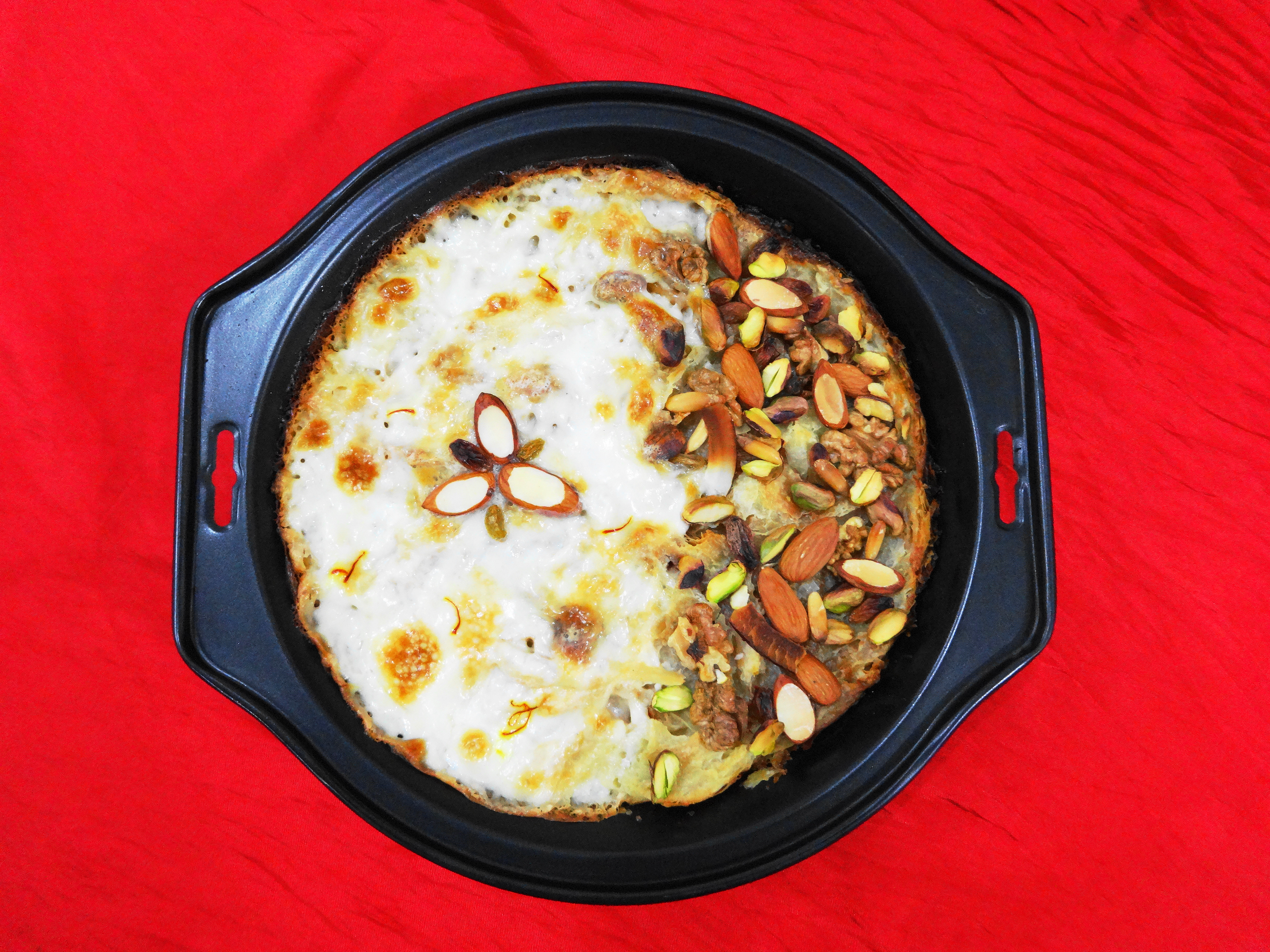
Umm ali

I dolci egiziani appartengono alla cultura dei dolci "orientali" come vengono definiti dai locali. Con essi condividono l'uso di nocciole, arachidi, sesamo, burro e soprattutto l'uso del miele, apprezzatissimo, accanto alla melassa. I più diffusi sono a partire dalla basbousa il dolce in assoluto più consumato, la baklawa, foglie di finissima pasta filo, con un ripieno di pistacchi, il tutto bagnato da uno sciroppo zuccherino; l'Om Alì a base di pasta filo e crema di panna e latte; la halawa, i cui ingredienti principali sono semi di sesamo o pasta di tehina, con zucchero o miele. Altri ingredienti secondari sono il pistacchio (o altri frutti secchi), pasta di cocco, succo di arancia (o limone), mandorla, vaniglia e cioccolato. Una sezione a sé stante hanno i cosiddetti halawyiat almuled (letteralmente "dolci di natale", che festeggiano la nascita del profeta Maometto) dolci croccanti per lo più a base di semi oleaginosi, ed in particolare il sesamo. In più è importante ricordare i biscotti e gli impasti egiziani, preparati durante le festività.
Tra gli altri dolci, sono da citare:
- kunafa
- lokum
- Umm Ali (dolce a base di riso e latte)

## Bevande
Quanto alle bevande egiziane, la più diffusa è sicuramente il carcadè, infuso di fiori di ibisco, che può essere servito caldo o freddo; popolari in Egitto sono anche il tè (in arabo shay) alla menta, che si può consumare zuccherato o no, e il caffè arabo (in arabo ahwa), che è in genere servito in una minuscola tazzina per metà colma di sedimenti: può essere aromatizzato al cardamomo, ma ha un sapore molto forte e spesso dolce, e il sahlab, a base di varie sottospecie di orchidee pestate, semi di sesamo, latte e cocco, riconoscibile dal sapore vellutato e cremoso. Tutti serviti rigorosamente caldi.
Le bevande fredde invece sono per lo più costituite da analcolici zuccherati quali: Succo di canna da zucchero (in arabo assab), di tamarindo (in arabo tamr hend),  di mango (in arabo manga), di guava (in arabo gauafa), di limone (in arabo limun), di cocco (sobia). E ancora il tamar addin, dal sapore sciroppato, a base di albicocca; Il "kharrub".